# NGC 4504
NGC 4504 est une galaxie spirale située dans la constellation de la constellation de la Vierge. NGC 4504 a été découverte l'astronome germano-britannique William Herschel en 1789.

## Caractéristiques
La classe de luminosité de NGC 4504 est III-IV et elle présente une large raie HI.

### Distance
Sa vitesse par rapport au fond diffus cosmologique est de 1 347 ± 24 km/s, ce qui correspond à une distance de Hubble de 19,9 ± 1,4 Mpc (∼64,9 millions d'al).
À ce jour, 17 mesures non basées sur le décalage vers le rouge (redshift) donnent une distance de 17,063 ± 5,171 Mpc (∼55,7 millions d'al), ce qui est à l'intérieur des valeurs de la distance de Hubble. Puisque cette galaxie est relativement rapprochée du Groupe local, cette distance est peut-être plus près de sa distance réelle que la distance de Hubble. Notons que c'est avec la valeur moyenne des mesures indépendantes, lorsqu'elles existent, que la base de données NASA/IPAC calcule le diamètre d'une galaxie.

### Classification
On ne s'entend pas sur la classification de cette galaxie, spirale ordinaire pour NED et le professeur Seligman,, spirale intermédiaire pour la base de données HyperLeda et enfin spirale barrée pour Wolfgang Steinicke. On ne voit aucune barre sur l'image provenant du télescope Hubble (voir Morphologie plus bas), aussi la classification de spirale ordinaire semble mieux décrire cette galaxie.

### Brillance de surface
En raison d'une brillance de surface égale à 15,32 mag/am2, on peut qualifier NGC 4504 de galaxie à faible brillance de surface (LSB en anglais pour low surface brightness). Les galaxies LSB sont des galaxies diffuses (D) avec une brillance de surface inférieure de moins d'une magnitude à celle du ciel nocturne ambiant.

## Morphologie

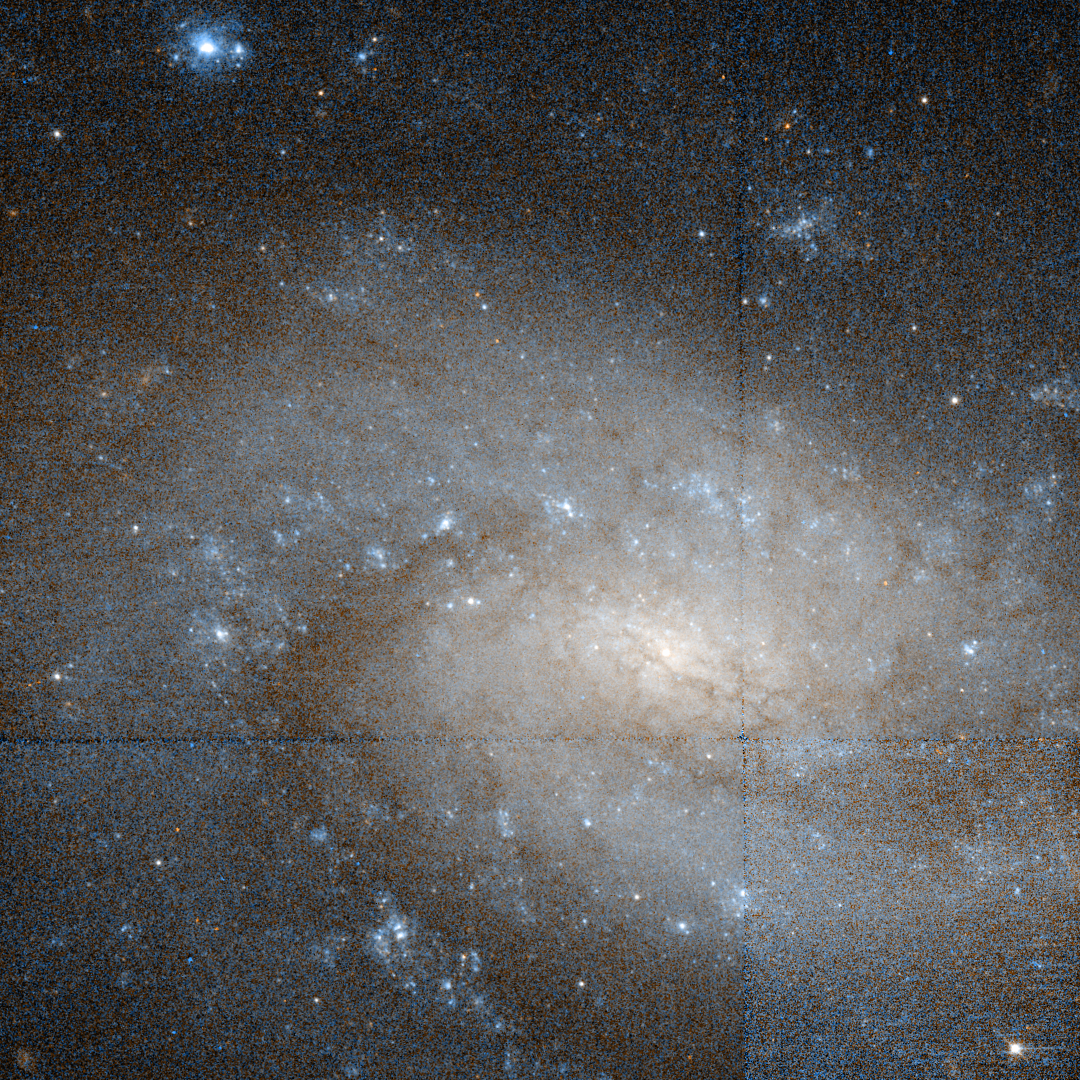
On ne voit aucune barre sur ce gros plan du centre de NGC 4504. (Télescope spatial Hubble)

NGC 4504 a été utilisée par Gérard de Vaucouleurs comme une galaxie de type morphologique SAB(s)cd dans son atlas des galaxies,.
Eskridge, Frogel et Pogge ont publié un article en 2002 décrivant la morphologie de 205 galaxies spirales ou lenticulaires rapprochées. Les observations ont été réalisées dans la bande H de l'infrarouge et dans la bande B (le bleu). Selon Eskridge et ses collègues, NGC 4504 est de type Scd dans la bande B et SBcd dans la bande H. Le noyau de NGC 4504 est ponctuel encastré dans un bulbe elliptique, mais il peut s'agir d'une effet dû à son inclinaison. Des bras de très faible brillance de surface s'étendent à partir des extrémités du bulbe. Leur angle de position est cohérent avec le bulbe faiblement barré. Il n'existe aucune évidence de la présence de noeuds en formation d’étoiles. Globalement, cette galaxie est de très faible brillance de surface.

## Groupe de NGC 4487
NGC 4504 est un membre d'un petit groupe de galaxies émettant des rayons X, le groupe de NGC 4487. Ce groupe compte 3 autres membres : NGC 4487, NGC 4597 et UGCA 289. A.M. Garcia mentionne aussi ce groupe de quatre galaxies dans un article publié en 1993, mais UGCA 289 y est désigné comme MCG -1-32-28.